# San Torpè
Mit dem Namen San Torpè DOC werden italienische Rosé- und Weißweine aus einem Gebiet in den Provinzen Pisa und Livorno, Toskana bezeichnet. Die Weine besitzen seit dem Jahr 1980 eine „kontrollierte Herkunftsbezeichnung“ (Denominazione di origine controllata – DOC), die zuletzt am 7. März 2014 aktualisiert wurde.

## Anbau
San Torpè ist ein sehr kleines Weinanbaugebiet. Anbau und Vinifikation dieser Weine sind nur in den Gemeinden Casciana Terme, Capannoli, Chianni, Crespina, Lari, Palaia, Ponsacco und Terricciola sowie in einem Teil des Verwaltungsgebietes der folgenden Gemeinden: Cascina Fauglia, Lajatico, Lorenzana, Montopoli in Val d’Arno, Peccioli, Pontedera, Santa Luce und San Miniato in der Provinz Pisa und der Gemeinde Collesalvetti in der Provinz Livorno. (Region Toskana) gestattet.

## Erzeugung
Für die verschiedenen Weintypen schreibt die Denomination folgende Rebsorten vor:
- San Torpè Bianco: Mindestens 50 % Trebbiano Toscano. Höchstens 50 % andere weiße Rebsorten, die für den Anbau in der Region Toskana zugelassen sind, dürfen zugesetzt werden.
- San Torpè Rosato: Mindestens 50 % Sangiovese.  50 % andere rote Rebsorten, die für den Anbau in der Region Toskana zugelassen sind, dürfen zugesetzt werden – außer Aleatico. Höchstens 20 % weiße Rebsorten, die für den Anbau in der Region Toskana zugelassen sind, dürfen enthalten sein.
- San Torpè Vin Santo (auch als „Riserva“): Zu 100 % aus Trebbiano toscano und/oder Malvasia Bianca Lunga – einzeln oder gemeinsam.

Die folgenden Weine müssen zu mindestens 85 % die genannte Rebsorte enthalten.  Höchstens 15 % andere weiße Rebsorten, die für den Anbau in der Region Toskana zugelassen sind, dürfen zugesetzt werden:
- San Torpè Chardonnay
- San Torpè Sauvignon
- San Torpè Trebbiano
- San Torpè Vermentino

Der San Torpè Vin Santo darf das Prädikat „Riserva“ tragen, wenn er mindestens drei Jahre gereift ist.